# Ocellularia albogilva
Ocellularia albogilva är en lavart som först beskrevs av August von Krempelhuber och som fick sitt nu gällande namn av Alexander Zahlbruckner 1923. 
Ocellularia albogilva ingår i släktet Ocellularia och familjen Thelotremataceae. Inga underarter finns listade i Catalogue of Life.